# Santo Stefano Belbo
Santo Stefano Belbo ist eine Gemeinde in der italienischen Provinz Cuneo (CN), Region Piemont. 

## Lage und Einwohner
Santo Stefano Belbo liegt rund 92 km nordöstlich von der Provinzhauptstadt Cuneo entfernt in der Weinregion Langhe, am Belbo, im Fluss-System von Tanaro und Po. Das Gemeindegebiet umfasst eine Fläche von 23 km² und hat 3756 Einwohner (Stand 31. Dezember 2023). Sie ist die östlichste Gemeinde in der Provinz Cuneo.
Die Nachbargemeinden sind Calosso, Camo, Canelli, Castiglione Tinella, Coazzolo, Cossano Belbo, Loazzolo und Mango.

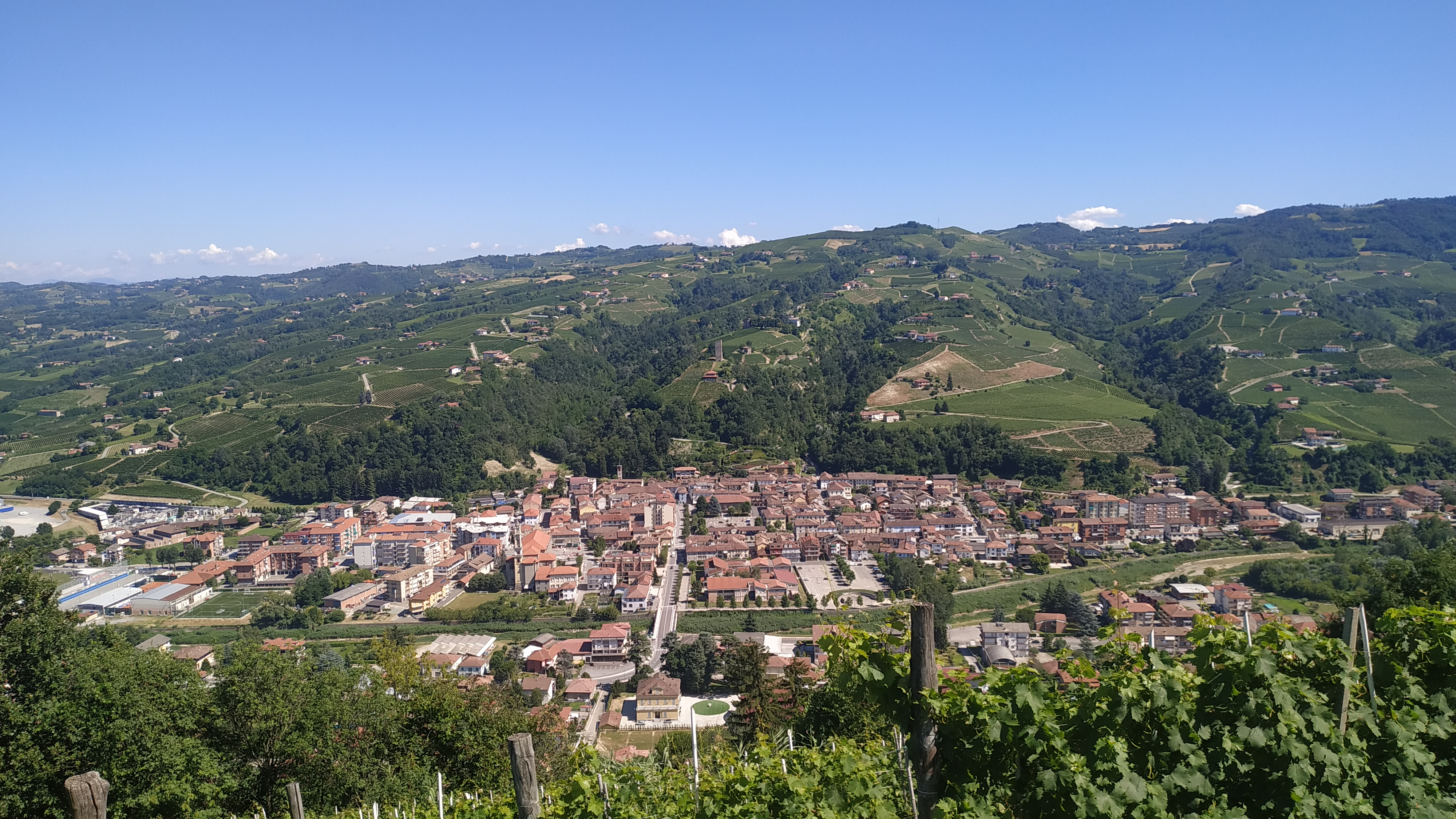
Panorama

## Geschichte

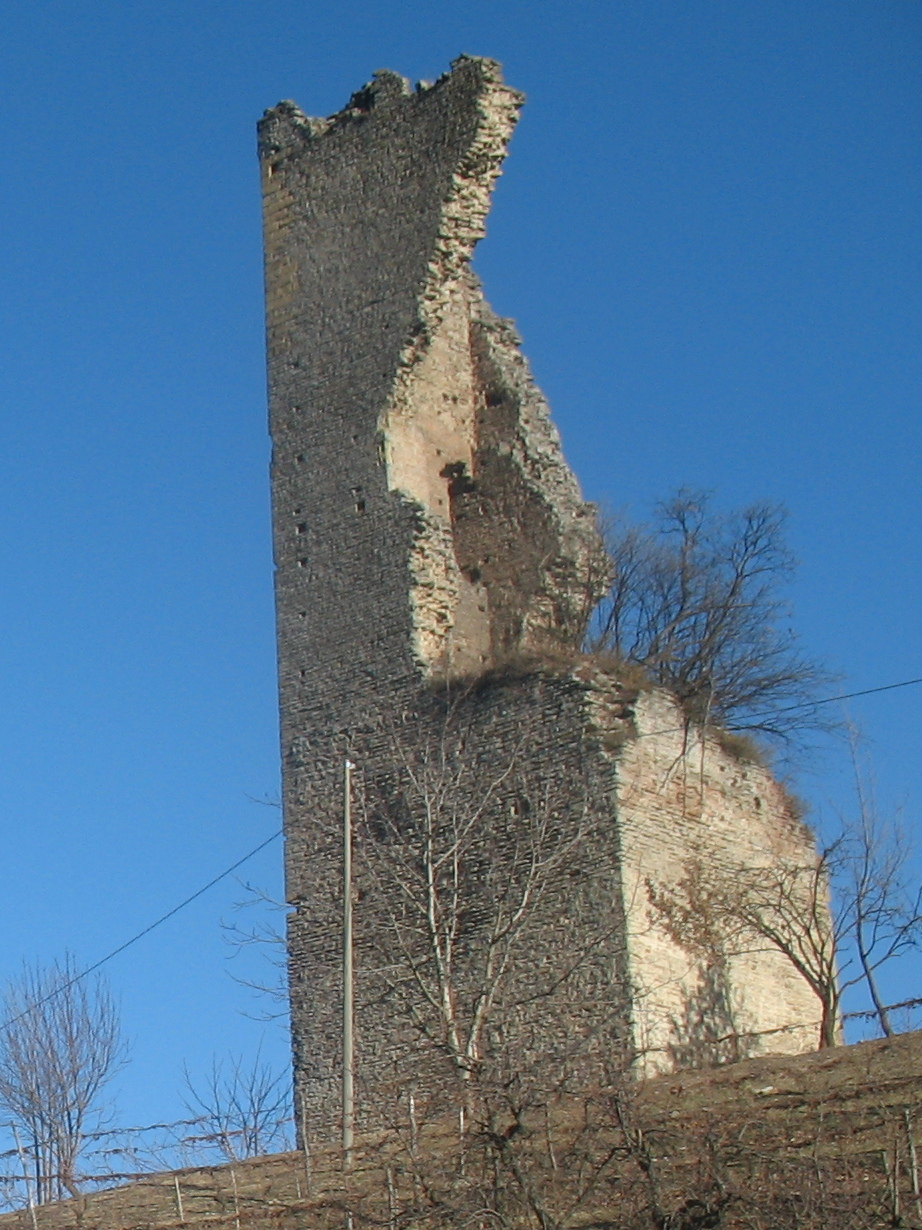
Der Mittelalterliche Turm auf dem Hügel von Santa Libera in Santo Stefano Belbo

Der Ortsname ist seit 1203 als „Sanctus Stefanus“ belegt und bezieht sich auf den heiligen Märtyrer. Die Entstehung der Stadt geht vermutlich auf die Zeit nach dem Jahr 1000 zurück, obwohl es schon vorher eine kleine Siedlung gegeben haben muss, die als strategischer Kontrollpunkt am Anfang der Straße lag, die sich durch das Belbotal schlängelte. Es gibt bestimmte Informationen über eine Siedlung aus der Römerzeit, als entlang der Straße, die Asti mit den Zentren der Westküste verband, ein befestigter Militärposten errichtet wurde. 
Genauere Informationen über den Aufbau des Dorfes kamen im Mittelalter, mit dem Bau einer Burg („castrum“) auf dem Hügel von Santa Libera und eines Benediktinerklosters (San Gaudenzio), das wahrscheinlich auf den Überresten eines älteren Tempels errichtet wurde Jupiter. Seine Geschichte intensiviert sich ab dem Jahr 1001, als es von Otto I. an Olderico Manfredi verliehen wurde und anschließend unter die Gerichtsbarkeit von Bonifacio del Vasto gelangte, der es seinen Söhnen, den Markgrafen von Busca und Saluzzo, vermachte. Ersterer trat einen Teil davon an die Gemeinde Asti und einen Teil an Monferrato ab. Später gehörte es den Familien Del Carretto, Incisa und Corti. Im Jahr 1613 ging es an die Familie Savoyen über. 
Aus historisch-künstlerischer Sicht interessant ist die Abtei San Gaudenzio, die zweimal umgebaut wurde und ein berühmtes Denkmal romanischer Architektur ist. Aus der Feudalzeit sind die Ruinen eines der Türme der alten Burg erhalten. Aus der gleichen Zeit stammt die Kirche der Heiligen Giacomo und Cristoforo, die derzeit renoviert wird und Sitz des Studienzentrums „Cesare Pavese“ werden soll.
Santo Stefano Belbo hat seit 1865 einen Bahnhof an der Bahnstrecke Alessandria–Cavallermaggiore.

## Kulinarische Spezialitäten
In Santo Stefano Belbo werden Reben für den Dolcetto d’Alba, einen Rotwein mit DOC Status angebaut. Die Beeren der Rebsorten Spätburgunder und/oder Chardonnay dürfen zum Schaumwein Alta Langa verarbeitet werden. Die Muskateller-Rebe für den Asti Spumante, einen süßen DOCG-Schaumwein mit geringem Alkoholgehalt sowie für den Stillwein Moscato d’Asti wird hier ebenfalls angebaut.

## Persönlichkeiten
- Cesare Pavese (1908–1950), Schriftsteller, geboren in Santo Stefano Belbo